# Valdiviomyia valdiviana
Valdiviomyia valdiviana är en tvåvingeart som först beskrevs av Philippi 1865.  Valdiviomyia valdiviana ingår i släktet Valdiviomyia och familjen blomflugor. Inga underarter finns listade i Catalogue of Life.